# East Lavington
East Lavington är en civil parish i Storbritannien.   Den ligger i grevskapet West Sussex och riksdelen England, i den södra delen av landet, 70 km sydväst om huvudstaden London. Arean är 8,0 kvadratkilometer.
Terrängen i East Lavington är platt norrut, men söderut är den kuperad.